# Matlacha, Florida
Matlacha, Florida (енгл. Matlacha) насељено је место без административног статуса у америчкој савезној држави Флорида.

## Демографија
По попису из 2010. године број становника је 677, што је 58 (-7,9%) становника мање него 2000. године.
| Група             | 2000.       | 2010.       |
| Белци             | 717 (97,6%) | 661 (97,6%) |
| Афроамериканци    | 0 (0,0%)    | 2 (0,3%)    |
| Азијати           | 2 (0,3%)    | 3 (0,4%)    |
| Хиспаноамериканци | 10 (1,4%)   | 7 (1,0%)    |
| Укупно            | 735         | 677         |